# Grand Theft Auto: The Ballad of Gay Tony
Grand Theft Auto: The Ballad of Gay Tony es el segundo y último contenido descargable para el videojuego Grand Theft Auto IV, lanzado para Xbox 360, PS3 y Microsoft Windows. Está disponible para su descarga desde el 29 de octubre del 2009. El 13 de abril de 2010 salió para PC y PS3 en Norteamérica y el 16 de abril de 2010 en Europa. Esta categorizado como un juego independiente tipo Stand Alone ya que no requiere de una copia de Grand Theft Auto IV para ser jugado.
El personaje escogido para The Ballad of Gay Tony es Luis Fernando López un matón de fiestas dominicano y empleado del legendario empresario de clubes nocturnos Anthony Prince, también conocido como Gay Tony. El personaje tendrá que determinar su lealtad mientras a la vez busca quién es sincero y quién es falso en un mundo donde todos tienen un precio.
El nuevo contenido descargable basa toda su historia en el mundo de la vida nocturna, algo muy contrastado si lo comparamos con el anterior contenido descargable que narraba la historia de bandas moteras. Este hecho hace que se generen muchas nuevas posibilidades de juego y misiones no vistas anteriormente.
El episodio fue lanzado en Xbox Live por el precio de 1600 Microsoft Points (€20) el 29 de octubre de 2009.

## Síntesis
El segundo episodio descargable, The Ballad of Gay Tony inyecta a Liberty City una sobredosis de armas, glamour e indecencia. Como Luis Fernando López, matón a tiempo parcial y asistente a tiempo completo del legendario empresario de la noche Anthony "Tony" Prince (conocido como "Gay Tony"), luchará con la competencia de leales familiares y amigos, y con la incertidumbre acerca de quién es sincero y quién falso en un mundo donde todos tienen un precio.
Al igual que en el primer episodio, The Ballad of Gay Tony se entrecruzará tanto con la historia principal de Grand Theft Auto IV, como con el episodio The Lost and Damned. El personaje principal, Luis Fernando López, se cruza con Niko Bellic en tres ocasiones: en el robo al banco de Liberty City, en el museo mientras se intercambian los diamantes (es quien dispara desde la ventana) y en el rescate de Gracie Ancelotti.
En este episodio también se cruza con Johnny Klebitz, en la misión inicial aparece Johnny paseando en su moto en Algonquin, después Johnny y su banda roban, por encargo de Ray Boccino unos diamantes de Gay Tony, en el trato en el museo, "Museum Piece" los 3 protagonistas interactúan y es posible jugar la misión desde los 3 perfiles.
Luis López se cruza con algunos personajes secundarios del juego original y el primer episodio: con Brucie Kibbutz, con Roman Bellic, con Ray Bulgarin, y con Billy Grey. Luis López es de nacionalidad Dominicana. Los personajes principales provienen de la ciudad de Liberty City.

## Sinopsis
El juego comienza con un robo a un banco. Un rehén, llamado Luis Fernando López, conversa con otro rehén, Eugene Reaper. Reaper le cuenta a Luis su plan para vencer a los ladrones (Que son Niko Bellic, Michael Keane, Patrick y Derrick McReary). Luis trata de advertirle a Reaper que no es seguro, pero éste le saca su arma a Michael, uno de los ladrones, y lo mata a balazos. Sin embargo, los ladrones se vengan matando a Reaper, cumpliendo los presagios de Luis. Afuera del banco y luego de la violenta persecución a los ladrones que sucedió tras la muerte de Michael, Luis termina de dar su versión de los hechos a la policía y llama por teléfono a su madre, Adriana, para contarle lo ocurrido. Luego se dirige al apartamento de su jefe, Anthony Prince, alias "Gay Tony", dueño de los clubes nocturnos para hetero y homosexuales respectivamente, Maissonette 9 y Hercules, el cual lo saluda. Su paz dura muy poco tiempo, ya que al momento llegan Rocco Pelosi, junto a su tío Vincenzo Pelosi. Los Pelosi son dos prestamistas de la familia mafiosa Ancelotti, a la cual Tony le debe mucho dinero. Tras una breve discusión y diversos insultos prejuiciosos, (contra Luis, que es latino, Rocco y Vince, que son italianos, y Tony, que es gay) Rocco y Vince se van del lugar.
Luis hace un par de trabajos para su propia madre, Adriana Yanira López, y sus mejores amigos de la infancia, Henrique Bardas, y Armando Torres. Adriana estaba llena de deudas, por lo que se relacionó con un usurero, Mr. Santos. Es decisión de Luis matar o dejar vivir a Santos, ya que Adriana le debe mucho dinero y teme por su vida. Henrique y Armando ahora son traficantes, y venden la droga mientras otros cobran el dinero. Luis no está de acuerdo, pero igual hace trabajos para ellos y vuelve con Tony.
Debido a la deuda que Tony tiene con Rocco Pelosi, Luis debe hacer trabajos para él. El primero consiste en golpear con pelotas de golf a un sindicalista hasta que libere cierta información. Luego, les ordena a Tony y Luis ir a hacer tratos con las tríadas chinas para saldar la deuda. Más tarde, Rocco y Vincenzo quieren que Luis se infiltre en un club y seduzca a la novia del dueño, Vic Manzano, para matarlo. Luego, Tony le cuenta a Luis que debe más dinero, a un tal Mori Kibbutz (hermano de Brucie Kibbutz, personaje de GTA IV). Luis tendrá que trabajar para él también. Mori le presenta a Luis a su hermano Brucie, al cual humilla y maltrata mucho. Tras trabajar para Mori en trabajos que casi matan a Luis, y hacerlo perder en una carrera, Mori le dice a Luis que su último trabajo será conseguir unos coches con él y su hermano. Al acabar esto, Mori insulta a Brucie hasta hacerlo enfadar y Brucie acaba noqueando a su hermano, aunque después se siente arrepentido de haberlo hecho. Más tarde, Brucie encuentra a Luis en el club y le agradece por su ayuda. Tony le dice a Luis que un bloguero llamado el Celebinator, lo ha estado insultando en su blog, por lo que le ordena aterrorizarlo para que pare. Ahí, Luis se reencuentra con una amiga de Tony, la hija del Don de los Ancelotti, Gracie Ancelotti. Luis también trabaja con el constructor Yusuf Amir, consiguiendole vehículos y matando traidores, Yusuf es amigo de Tony, por lo que no le cobra dinero.
El novio de Tony, Evan Moss, no le cae bien a Luis, ya que él lo hace caer en las drogas. Luis y el novio de Tony se encuentran en una reunión con Gracie Ancelotti y Rocco Pelosi, el cual sigue molestando a Tony. Sin embargo, Evan muere sorpresivamente asesinado por el protagonista anterior, Johnny Klebitz, para conseguir unos diamantes en un intercambio. Luego, Tony descubre que los diamantes los tiene un capo de la Familia Pegorino, Ray Boccino, y que los usará en un intercambio con Niko Bellic, Johnny Klebitz y un mafioso judío, Isaac Roth. Luis descubre que Roth tiene los diamantes y lo golpea, a pesar de que Roth parece dispuesto a cooperar y compartir los diamantes. Ray Bulgarin, un mafioso ruso, le da trabajos a Luis porque desea secretamente conseguirse los diamantes para él, por lo tanto, lo traiciona al final pero fracasa en su intento de hacerse rico. Tony parece recuperado con los diamantes, sin embargo, Gracie Ancelotti es secuestrada por Niko Bellic y Patrick McReary, dos de los ladrones del banco. Tony y Luis van a rescatarla, ya que lo que quieren los secuestradores son los diamantes. Luis, Tony y Gracie escapan, mientras que Ray Bulgarin trata de matarlos a los cinco por los diamantes. Luis huye y Niko se queda a pelear.
Finalmente, Rocco y Vincenzo llaman a Luis, pidiéndole que se reúna con ellos. Luis va sin muchas ganas y Rocco le explica que Don Ancelotti cree que el secuestro de Gracie fue por los diamantes, lo que significa que se ha aliado con Ray Bulgarin para matarlos a él y a Tony. Rocco y Vince le ofrecen a Luis trabajar con ellos y así matar a Tony y no tener que llevarlo a cuestas todo el tiempo. Luis, frustrado porque su amigo se ha vuelto un drogadicto y un fracasado, acepta. Rocco y Vince esperan junto a Tony en el Maissonette 9, esperando que Luis mate a Tony. Tony se asusta al descubrir la traición de Luis y le grita. Luis se despide y le apunta a Tony con su arma. Rocco le advierte a Luis que se apure, presionándolo diciéndole que Bulgarin ya viene. Vincenzo presiona aún más a Luis, diciéndole que lo haga de una vez. Luis apunta a Tony, pero repentinamente gira el arma y ejecuta a Vincenzo. Acto seguido, trata de matar a Rocco, pero Tony lo convence de que es un mafioso con demasiados contactos para morir. Luis se limita a echar a Rocco del club. Rocco se va, pero antes se da el tiempo suficiente para maldecir a Tony y Luis, y decirles que son hombres muertos. Luis acaba con la mayoría de los hombres de Bulgarin que asaltaban el club. Luis va a por Bulgarin finalmente, y los mata a él y a Timur, su socio. Yusuf y Tony felicitan a Luis y se marchan. Antes de irse, Luis tiene un encuentro con un vagabundo, Jerry Kapowitz, el cual, segundos después de hablar con Luis, encuentra una bolsa pequeña con los diamantes. Al finalizar los créditos, se ve cómo Patrick McReary huye al aeropuerto de la ciudad, posiblemente para huir a Los Santos, lugar en donde se desarrolla Grand Theft Auto V (ya que este aparece en el respectivo videojuego como uno de los cómplices para realizar un robo).

## Desarrollo
"Liberty City es el mundo de juego más vibrante que jamás hemos creado. La estructura episódica nos ha permitido entrelazar historias, jugabilidad y atmósfera de un modo completamente nuevo", dijo Sam Houser, fundador de Rockstar Games. "El equipo de Rockstar North se ha superado de nuevo, y ha hecho algo épico y muy innovador. Este episodio se centra en la vida nocturna de élite, en contraste con las bandas moteras retratadas en The Lost and Damned, dándonos un montón de nuevas posibilidades jugables".

### Edición especial
Grand Theft Auto: Episodes From Liberty City ofrece dos juegos en un disco: el episodio completamente nuevo The Ballad of Gay Tony y el primer episodio, The Lost and Damned juntos por primera vez en disco para Xbox 360 y no necesita una copia de Grand Theft Auto IV para jugar. Salió a la venta al mercado el 29 de octubre de 2009. El 13 de abril de 2010 salió para PC y PS3 en Norteamérica y el 16 de abril de 2010 en Europa.

## Novedades
Para este episodio se anuncian varias novedades respecto a Grand Theft Auto IV como:
- Nuevas misiones y una historia dentro del mundo del glamour y la vida nocturna de Liberty City.
- Nuevos vehículos de alta gama.
- Nuevas opciones en los modos multijugador.
- Nuevos contenidos en la televisión, radio e internet.
- Más misiones ocultas y nuevos logros.
- Vuelve el paracaídas como en el GTA: San Andreas.
- Nuevas canciones en las radios de los vehículos.
- Diferentes trucos.

### Armas
- Pistola .44: Potente pistola para una rápida matanza.
- Escopeta explosiva: Rápido para derribar varios objetivos con facilidad.
- Subfusil de asalto: Ligero, compacto y preciso, esta ametralladora es perfecta para el combate urbano.
- Micro Uzi dorada: Para el hombre que lo tiene todo.
- MG avanzada: Un arma de alta capacidad de munición que puede facilitar eliminar contrincantes de manera rápida.
- Rifle de francotirador avanzado: Con un gran aumento de alcance, el tipo de fuego de francotiradores y de zoom.
- Lanzagranadas: Lanzagranadas perfecto para destruir vehículos.
- Bomba lapa: Para detonarlos a distancia.
- Paracaídas: Accede a la caída de los enemigos desde arriba, o hacer una salida rápida de sigilo de los edificios a la calle.

Al igual que en The Lost and Damned, las nuevas armas no pueden ser conseguidas en las armerías escondidas de Liberty City, ahí sólo se pueden comprar las mismas armas disponibles en GTA IV. Para conseguir las armas especiales, Luis debe llamar por teléfono a Armando, quien transporta las armas especiales en su camioneta, y puede vender también municiones a precio barato. Las nuevas armas se pueden comprar luego de desbloquearlas al usarlas en alguna misión. Por ejemplo, la UZI Dorada sólo se puede comprar después de que Yusuf Amir se la regale a Luis. Mientras que la MG se consigue tras hacer una misión con Bulgarin.

## Recepción
Ha sido recibido de forma muy positiva por parte de los críticos, llegando a ser el mejor contenido descargable del año 2009 por parte de los Spike Video Game Awards.

### Críticas
Rockstar ha aumentado el nivel de contenido sexual en el juego, provocando que algunos lo califiquen como "Adults Only". Eso es porque se muestran escenas en donde se ve al protagonista teniendo relaciones sexuales, pero con ropa (sin desnudos), y también muestra a un hombre totalmente desnudo (sin contenido sexual).